# جمال ولی‌زاده
جمال ولی‌زاده (انگلیسی: Jamal Valizadeh؛ زادهٔ ۴ مهر ۱۳۷۰) یک کشتی‌گیر ایرانی است. او به عنوان عضوی از تیم پناهندگان در بازی‌های المپیک تابستانی ۲۰۲۴ انتخاب شده است.

## پیشینه
ولی‌زاده در سال ۱۳۷۰ در کرمانشاه، ایران به دنیا آمد. او در روستای تختی بزرگ شد و در سنندج به مدرسه رفت. او تنها پسر از بین ۳۴ پسر عموی خود بود که در ابتدا کشتی‌گیر نبود. در عوض، او در هندبال به عنوان دروازه‌بان رقابت می‌کرد، تا اینکه در ۱۱ سالگی متقاعد شد که این ورزش را امتحان کند. او هر روز با خانواده‌اش تمرین می‌کرد و به یک باشگاه در تختی پیوست و بعداً در اولین سال حضورش در این ورزش، قهرمان منطقه‌ای را شکست داد. او به سرعت در این ورزش استعداد نشان داد و در مسابقات کشتی فرنگی شرکت کرد و از سال ۲۰۱۱ تا ۲۰۱۳ هر سال قهرمان ملی در وزن ۵۵ کیلوگرم شد.
در سال ۲۰۱۴، ولی‌زاده در تظاهرات کردها در اعتراض به داعش شرکت کرد. او شاهد «پلیس… کتک زدن زنان و کودکان» بود و مداخله کرد. او به یاد می‌آورد که «خود را بین پاهای یکی از افسران انداختم، از یک تکنیک کشتی روی او استفاده کردم.» با این حال، او مورد ضرب و شتم قرار گرفت و به زندان افتاد، جایی که به مدت دو هفته شکنجه شد. او که آن را «جهنم» توصیف می‌کرد، بعداً در پاریزین خاطرنشان کرد:
من مورد بازجویی قرار گرفتم و وقتی نمی‌دانستم به سوالاتشان چه پاسخی بدهم، مرا کتک زدند. بدترین قسمت آن محرومیت از خواب بود. آنها اجازه دادند بیست دقیقه استراحت کنم، سپس مرا برای بازجویی از سلول بیرون آوردند. خودم را در سلولی یافتم که نشستن در آن غیرممکن بود. وقتی مجبور می‌شوید ۲۴ ساعت بدون خواب بایستید، دیوانه می‌شوید. من با قرار وثیقه آزاد شدم، اما با اطمینان از محکومیت.
ولی‌زاده به مدت شش ماه در تهران مخفی شد و در حالی که کار می‌کرد تا پول به دست آورد تا بتواند به کسی پول بدهد تا او را به ترکیه قاچاق کند. در ترکیه، او به یاد می‌آورد که «۱۶ ساعت در روز کار می‌کرد و پس از شش ماه تنها ۱۰۰۰ دلار درآمد داشت. [کارفرمایان] ماهی ۳۰۰ دلار به من می‌دادند و من مجبور بودم غذای خودم را بخرم… آنها از من سوء استفاده کردند، به من احترام نمی‌گذاشتند، با من بد حرف می‌زدند.» او گفت «واقعاً سخت بود» اما برای کسب درآمد برای ادامه سفرش لازم بود. در زمستان ۲۰۱۵، ولی‌زاده با قایق با دیگر پناهجویان از دریای مدیترانه عبور کرد. با این حال، قایق شروع به غرق شدن کرد و او مجبور شد چند صد متر شنا کند تا به مقصد برسد. او در اول ژانویه ۲۰۱۶ به فرانسه رسید و بعداً در یک پناهگاه در لو مان ماند و وضعیت پناهندگی سیاسی را دریافت کرد.
ولی‌زاده زبان فرانسوی را آموخت و چندین سال به عنوان راننده لیفتراک در یک سوپرمارکت کار کرد. او همچنین در دانشگاه لورن ثبت نام کرد و در رشته فناوری اطلاعات (IT) تحصیل کرد. در ژانویه ۲۰۲۳، پس از هشت سال دوری از کشتی، او به این ورزش بازگشت و به یک باشگاه در فرانسه پیوست. او در همان سال در شش تورنمنت بین‌المللی به نمایندگی از تیم پناهندگان اتحادیه جهانی کشتی (UWW)، از جمله در مسابقات قهرمانی کشتی جهان ۲۰۲۳ و مسابقات قهرمانی کشتی اروپا شرکت کرد. او بورسیه کمیته بین‌المللی المپیک (IOC) را دریافت کرد و چندین بار در هفته با تیم ملی فرانسه شروع به تمرین کرد. در ماه مه ۲۰۲۴، او به عنوان عضوی از تیم پناهندگان در بازی‌های المپیک برای شرکت در بازی‌های المپیک تابستانی ۲۰۲۴ برای مسابقات ۶۰ کیلوگرم کشتی فرنگی معرفی شد.